# Selniški potok
Sélniški potok (tudi Sélnica) je desni pritok Mure iz Slovenskih goric. Izvira v plitvi gozdnati grapi in teče po mestoma mokrotnem dolinskem dnu proti vzhodu skozi Selnico ob Muri in nato po ožji dolini proti severovzhodu do izliva. Večinoma teče po rahlo vijugasti strugi, ki jo obdaja ozek pas obvodnega rastja in ločuje od njivskih površin v dolinskem dnu. Večje spremembe je potok doživel le v spodnjem toku, saj je bil zaradi različnih gradbenih posegov od 1977 do 2003 celo prekinjen njegov iztok v Muro. Že pred tem sta bila tik ob izlivu ob Muri zgrajena dva ribnika (1957), do 1979 še niz manjših ribnikov za vzrejo ribjih mladic na desnem pritoku pod Vranjim Vrhom (Tiha jezera). V letih 2000–2003 so izvedli še revitalizacijo izlivnega dela potoka, tako da je vodnim živalim omogočen prost prehod.
Na starih zemljevidih se potok imenuje Zelnitz Bach in Czelnicz Bach, pred drugo svetovno vojno sta na njem delovala dva manjša mlina.